# Cava Grande del Cassibile, Cava Cinque Porte, Cava e Bosco di Bauli
Cava Grande del Cassibile, Cava Cinque Porte, Cava e Bosco di Bauli este o arie protejată (arie specială de conservare — SAC, sit de importanță comunitară — SCI) din Italia întinsă pe o suprafață de 5.256 ha, integral pe uscat.

## Localizare
Centrul sitului Cava Grande del Cassibile, Cava Cinque Porte, Cava e Bosco di Bauli este situat la coordonatele 36°58′13″N 15°05′46″E / 36.970278°N 15.096111°E.

## Înființare
Situl Cava Grande del Cassibile, Cava Cinque Porte, Cava e Bosco di Bauli a fost declarat sit de importanță comunitară în septembrie 1995 pentru a proteja 2 specii de plante și 23 de specii de animale. Situl a fost protejat și ca arie specială de conservare în decembrie 2017.

## Biodiversitate
Situată în ecoregiunea mediteraneană, aria protejată conține 18 habitate naturale: Pante stâncoase calcaroase cu vegetație casmofită, Galerii de Salix alba și de Populus alba, Grohotișuri termofile și vest-mediteraneene, Mlaștini calcaroase cu Cladium mariscus și specii de Caricion davallianae, Izvoare petrifiante cu formare de travertin (Cratoneurion), Galerii și tufărișuri riverane sudice (Nerio-Tamaricetea și Securinegion tinctoriae), Păduri de Olea și Ceratonia, Râuri mediteraneene cu debit intermitent, cu specii de Paspalo-Agrostidion, Pseudostepă cu ierburi și specii anuale de Thero-Brachypodietea, Sarcopoterium spinosum phryganas, Păduri de Quercus ilex și Quercus rotundifolia, Faleze cu vegetație de Limonium spp. endemic de pe coastele mediteraneene, Râuri mediteraneene cu debit permanent cu specii de Paspalo-Agrostidion și galerii riverane de Salix și de Populus alba, Tufărișuri termo-mediteraneene și de pre-deșert, Păduri de Platanus orientalis și Liquidambar orientalis (Platanion orientalis), Peșteri inaccesibile publicului, Păduri de stejar alb estice, Ape puternic oligomezotrofe cu vegetație bentonică cu Chara spp..
La baza desemnării sitului se află mai multe specii protejate:
- plante (2): Dianthus rupicola, Ophrys lunulata
- păsări (19): pescăruș albastru (Alcedo atthis), Alectoris graeca whitakeri, fâsă-de-câmp (Anthus campestris), Aquila fasciata, pasărea ogorului (Burhinus oedicnemus), ciocârlie-cu-degete-scurte (Calandrella brachydactyla), șerpar (Circaetus gallicus), erete de stuf (Circus aeruginosus), erete vânăt (Circus cyaneus), erete cenușiu (Circus pygargus), Falco biarmicus, șoim călător (Falco peregrinus), muscar-gulerat (Ficedula albicollis), acvilă pitică (Hieraaetus pennatus), ciocârlie de pădure (Lullula arborea), ciocârlie de bărăgan (Melanocorypha calandra), gaia neagră (Milvus migrans), viespar (Pernis apivorus), silvie de tufiș (Sylvia undata)
- pești (1): salmo cettii (Salmo cetti)
- reptile (3): Emys trinacris, țestoasă bănățeană (Testudo hermanni), elaphe situla (Zamenis situla)

Pe lângă speciile protejate, pe teritoriul sitului au mai fost identificate 49 de specii de plante, 8 specii de păsări, 5 specii de amfibieni, 5 specii de mamifere, 367 de specii de nevertebrate, 10 specii de reptile.